# Kamila Skolimowska Memorial

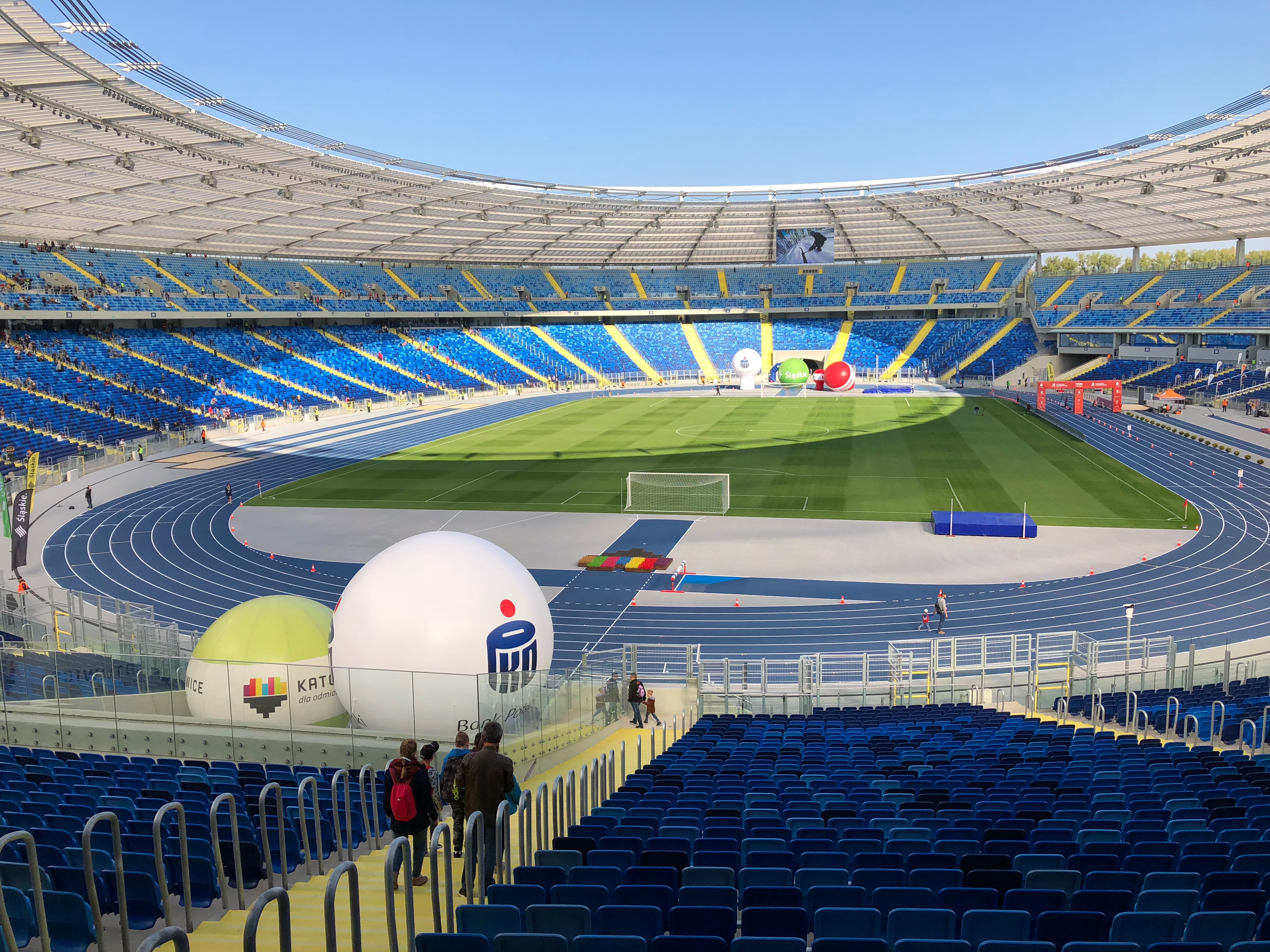
Lo Stadio della Slesia di Chorzów, sede del Kamila Skolimowska Memorial

Il Kamila Skolimowska Memorial è un meeting internazionale di atletica leggera che si tiene annualmente a Chorzów, in Polonia. È stato organizzato per la prima volta nel maggio del 2009 e fa parte del circuito Diamond League dal 2022.

## Storia
La competizione è dedicata alla memoria di Kamila Skolimowska, vincitrice della medaglia d'oro ai Giochi Olimpici di Sidney 2000 nel lancio del martello, e morta il 18 febbraio 2009.
La prima edizione si è tenuta nel maggio 2009 con sole gare di lancio del martello. La competizione è tornata nel calendario dell'atletica nel 2011 e da allora si tiene ogni anno. Nel 2020 entra a far parte del circuito World Athletics Continental Gold Tour e dal 2022 della Diamond League.

## Record mondiali
Durante il corso della sua storia, al Kamila Skolimowska Memorial è stato infranto un record mondiale.
| Anno | Specialità          | Record  | Atleta           | Nazionalità |
| ---- | ------------------- | ------- | ---------------- | ----------- |
| 2016 | Lancio del martello | 82,98 m | Anita Włodarczyk | Polonia     |

## Edizioni
Di seguito la tabella delle ultime edizioni del meeting.
| Anno | Edizione | Stadio                                  | Circuito                              | Dettagli                         |
| ---- | -------- | --------------------------------------- | ------------------------------------- | -------------------------------- |
| 2009 | I        | Stadion RKS Skra (Varsavia)             |                                       | Kamila Skolimowska Memorial 2009 |
| 2011 | II       | Stadio dell'Aquila (Varsavia)           |                                       | Kamila Skolimowska Memorial 2011 |
| 2012 | III      | Stadio dell'Aquila                      |                                       | Kamila Skolimowska Memorial 2012 |
| 2013 | IV       | Stadio dell'Aquila                      |                                       | Kamila Skolimowska Memorial 2013 |
| 2014 | V        | Stadio nazionale di Varsavia (Varsavia) |                                       | Kamila Skolimowska Memorial 2014 |
| 2015 | VI       | Stadio nazionale di Varsavia            |                                       | Kamila Skolimowska Memorial 2015 |
| 2016 | VII      | Stadio nazionale di Varsavia            |                                       | Kamila Skolimowska Memorial 2016 |
| 2017 | VIII     | Stadio nazionale di Varsavia            |                                       | Kamila Skolimowska Memorial 2017 |
| 2018 | IX       | Stadio della Slesia (Chorzów)           |                                       | Kamila Skolimowska Memorial 2018 |
| 2019 | X        | Stadio della Slesia                     |                                       | Kamila Skolimowska Memorial 2019 |
| 2020 | XI       | Stadio della Slesia                     | World Athletics Continental Tour 2020 | Kamila Skolimowska Memorial 2020 |
| 2021 | XII      | Stadio della Slesia                     | World Athletics Continental Tour 2021 | Kamila Skolimowska Memorial 2021 |
| 2022 | XIII     | Stadio della Slesia                     | Diamond League 2022                   | Kamila Skolimowska Memorial 2022 |
| 2023 | XIV      | Stadio della Slesia                     | Diamond League 2023                   | Kamila Skolimowska Memorial 2023 |
| 2024 | XV       | Stadio della Slesia                     | Diamond League 2024                   | Kamila Skolimowska Memorial 2024 |
| 2025 | XVI      | Stadio della Slesia                     | Diamond League 2025                   | Kamila Skolimowska Memorial 2025 |

## Record del meeting
Aggiornato al 2022

### Uomini
| Specialità             | Record             | Atleta              | Nazionalità | Data              | Note  |
| ---------------------- | ------------------ | ------------------- | ----------- | ----------------- | ----- |
| 100 m                  | 9"87               | Ronnie Baker        | Stati Uniti | 2 agosto 2018     |       |
| 200 m                  | 20"15              | Rasheed Dwyer       | Giamaica    | 25 agosto 2013    |       |
| 400 m                  | 44"11              | Michael Norman      | Stati Uniti | 6 agosto 2022     | [ 2 ] |
| 800 m                  | 1'44"63            | Wycliffe Kinyamal   | Kenya       | 5 settembre 2021  | [ 3 ] |
| 1000 m                 | 2'21"01            | Marcin Lewandowski  | Polonia     | 14 settembre 2019 |       |
| 3000 m                 | 7'36"47            | Tadese Worku        | Etiopia     | 5 settembre 2021  | [ 3 ] |
| 110 m hs               | 13"01              | Orlando Ortega      | Cuba        | 23 agosto 2014    |       |
| 400 m hs               | 47"80              | Alison dos Santos   | Brasile     | 6 agosto 2022     | [ 2 ] |
| Salto in alto          | 2,35 m             | Mutaz Essa Barshim  | Qatar       | 28 agosto 2016    |       |
| Salto con l'asta       | 6,10 m             | Armand Duplantis    | Svezia      | 6 agosto 2022     | [ 2 ] |
| Salto in lungo         | 8,13 m (+0.6 m/s)  | Miltiadis Tentoglou | Grecia      | 6 agosto 2022     | [ 2 ] |
| Salto triplo           | 17,53 m (+0.0 m/s) | Andy Díaz           | Cuba        | 6 agosto 2022     | [ 2 ] |
| Getto del peso         | 22,70 m            | Ryan Crouser        | Stati Uniti | 6 settembre 2020  | [ 4 ] |
| Lancio del disco       | 67,40 m            | Robert Harting      | Germania    | 23 agosto 2014    |       |
| Lancio del martello    | 71.04 m            | Paweł Fajdek        | Polonia     | 28 agosto 2016    |       |
| Lancio del giavellotto | 97,76 m            | Johannes Vetter     | Germania    | 6 settembre 2020  | [ 4 ] |

### Donne
| Specialità             | Record           | Atleta                  | Nazionalità   | Data             | Note  |
| ---------------------- | ---------------- | ----------------------- | ------------- | ---------------- | ----- |
| 100 m                  | 10"66 (+0.5 m/s) | Shelly-Ann Fraser-Pryce | Giamaica      | 6 agosto 2022    | [ 2 ] |
| 200 m                  | 21"84 (+0.2 m/s) | Shericka Jackson        | Giamaica      | 6 agosto 2022    | [ 2 ] |
| 400 m                  | 49"75            | Femke Bol               | Paesi Bassi   | 6 agosto 2022    | [ 2 ] |
| 800 m                  | 1'58"28          | Ajeé Wilson             | Stati Uniti   | 6 agosto 2022    | [ 2 ] |
| 1000 m                 | 2'35"47          | Jemma Reekie            | Gran Bretagna | 5 settembre 2021 | [ 3 ] |
| 1500 m                 | 3'56"91          | Diribe Welteji          | Etiopia       | 6 agosto 2022    | [ 2 ] |
| 3000 m                 | 8'39"27          | Sifan Hassan            | Paesi Bassi   | 6 agosto 2022    | [ 2 ] |
| 100 m hs               | 12"34 (+0.8 m/s) | Jasmine Camacho-Quinn   | Porto Rico    | 6 agosto 2022    | [ 2 ] |
| 400 m hs               | 54"18            | Viktorija Tkačuk        | Ucraina       | 5 settembre 2021 | [ 3 ] |
| Salto in alto          | 1,97 m           | Marija Lasickene        | Russia        | 23 agosto 2014   |       |
| Salto in lungo         | 7,44 m           | Teresa Dobija           | Polonia       | 25 agosto 2013   |       |
| Salto triplo           |                  |                         |               | 16 luglio 2023   |       |
| Getto del peso         | 20,38 m          | Chase Ealey             | Stati Uniti   | 6 agosto 2022    | [ 2 ] |
| Lancio del disco       | 67,19 m          | Joanna Wiśniewska       | Polonia       | 23 agosto 2014   |       |
| Lancio del martello    | 82,98 m          | Anita Włodarczyk        | Polonia       | 28 agosto 2016   | [ 5 ] |
| Lancio del giavellotto | 65,70 m          | Maria Andrejczyk        | Polonia       | 6 settembre 2020 | [ 4 ] |